# Station Savy-Berlette
Station Savy-Berlette is een spoorwegstation in de Franse gemeente Savy-Berlette.